# Wzór Wilcoxa
Wzór Wilcoxa jest stosowany do obliczenia wartości likwidacyjnej przedsiębiorstwa.
Wartość likwidacyjna = gotówka + 70% papiery wartościowe, które można upłynnić + 70% wartości księgowej zapasów i należności + 50% wartości księgowej innych aktywów – zobowiązania krótkoterminowe – zobowiązania długoterminowe